# 角田光代
角田 光代（かくた みつよ、1967年3月8日 -  ）は、日本の小説家、児童文学作家、翻訳家。

## 来歴
神奈川県横浜市出身。幼稚園時代は、他の子ども達よりも小柄でうまく話せず、失禁や鼻水を垂らすなどの行動があった。そのため周りからおかしい子どもと勘違いされ、それがコンプレックスであった。このコンプレックスが自身を本好きにさせた理由と角田は自己分析している。当時は、まだ字が読めなかったので、絵本から入ったという。昔のコンプレックスは未だ残っていると角田は感じており、「いい加減忘れたいのに忘れられない、恨んでいる」「今でもちゃんと喋れている気がしない」「何かできているとしても、普通の人よりはできないという思いがある」と語っている。
作家を志したのは小学校1年生の時であった。他には特になりたい職業がなかったという。大学2年の時、初めて小説を書く。角田によれば失恋した直後であり、それを主題としたという。初めての作品を秦恒平に褒められたため、角田は「いい気になって次々書き始めた」と語っている。角田は一途に作家になることだけを夢見ており、大学を「職業訓練所」という施設として見ていた。
捜真小学校から捜真女学校中学部・高等学部を経て早稲田大学第一文学部文芸専修卒業。大学では学生劇団『てあとろ50'』に所属。大学在学中の1988年、彩河杏名義で書いた『お子様ランチ・ロックソース』で上期コバルト・ノベル大賞受賞。ジュニア小説というジャンルでのデビューだったが、これは自分が望んでいたジャンルでは無かったとのちに語っている。
大学卒業から1年後の1990年、『幸福な遊戯』で第9回海燕新人文学賞を受賞し、角田光代としてデビュー。このとき、同時に受賞した松村栄子に注目が集まり、松村の作品が芥川賞候補になったのを見て、角田は非常に強い羨望を抱いた。角田曰く、20代後半に差し掛かり「書いても書いてもあるサイクルから抜け出せない」状態に陥った。その後、純文学の文芸誌以外の物書きを始め、それが転機となる。
海燕の当時の編集長からは、「作品が厭世的すぎる。もっと希望のある内容を書け」と長年指摘されていた。角田はそれに薄々理解をしていたが認めたくなかったと語っている。『空中庭園』に対して、久世光彦がBRIOに書いた書評も転機となったという。久世は『空中庭園』を褒めながらも、最後に「だから何なの？」と指摘しており、角田は衝撃を受けた。そして、「薄々理解をしていたが認めたくなかった」ことが、この久世の指摘で一気に分かった、と語っている。
1996年に『まどろむ夜のUFO』で野間文芸新人賞を受賞したほか、数度芥川賞の候補に挙がった。2005年、『対岸の彼女』で第132回直木三十五賞受賞。『キッドナップ・ツアー』など児童文学も手がけている。
2006年、芥川賞作家である伊藤たかみとの結婚発表がなされたが、2008年には一部雑誌で離婚が報じられる。2009年10月、ロックバンドGOING UNDER GROUNDのオフィシャルウェブサイトにてドラマーの河野丈洋との再婚が発表された。

## 人物
- 15歳の時に『NUDE MAN』を聴いて以来ライブに通っていたほどのサザンオールスターズファンである[16][17]。また、ボーカルの桑田佳祐は角田の小説を愛読している。その旨がラジオで語られていたことを知人から伝え聞いた角田は自身の小説と手紙を桑田の事務所へ送った。後日、桑田はお返しとして万年筆と本への感謝の意を記したカードを送っている。これをきっかけに、2012年に行われた桑田の全国ツアー「I LOVE YOU -now & forever-」横浜アリーナ公演へ招待された[18]。この際に角田・河野夫妻は桑田の楽屋に通され挨拶を行っており、後に桑田はスタッフから「角田さんがお見えになりました」という言葉をかけられた際の顛末を自身のラジオ番組で「マッチョな方の角田さんだと思ってた」などと笑いを交えながら振り返っている[19]。後に角田信朗もこのネタを自身のInstagramで言及している[19]。また、文藝春秋（2018年10月号）にて原由子との対談が行われるなどの交流も生まれている[18]。

- 19歳の時、日比谷野外音楽堂で開催されたRCサクセションのライブを観に行って以来、忌野清志郎ファンであることも公言している[17]。

- 学生時代からボクシングを始め、2013年現在も輪島功一のボクシングジムに通っている[20]。

- 東京都杉並区西荻窪に在住[21]。

## 文学賞受賞・候補歴
- 1987年 - 「さかあがりができなくなる頃」で第11回すばる文学賞候補。
- 1988年 - 「お子様ランチ・ロックソース」で第11回コバルト・ノベル大賞受賞（彩河杏名義）。
- 1990年 - 「幸福な遊戯」で第9回海燕新人文学賞受賞。
- 1993年
  - 「ゆうべの神様」で第108回芥川龍之介賞候補。
  - 「ピンク・バス」で第109回芥川龍之介賞候補。
  - 『ピンク・バス』で第15回野間文芸新人賞候補。
- 1994年 - 「もう一つの扉」で第110回芥川龍之介賞候補。
- 1996年
  - 『学校の青空』で第9回三島由紀夫賞候補。
  - 『まどろむ夜のUFO』で第18回野間文芸新人賞受賞。
- 1997年 - 『学校の青空』で第12回坪田譲治文学賞候補。
- 1998年
  - 『ぼくはきみのおにいさん』で第13回坪田譲治文学賞受賞。
  - 『草の巣』で第11回三島由紀夫賞候補。
- 1999年 - 『キッドナップ・ツアー』で第46回産経児童出版文化賞フジテレビ賞受賞
- 2000年
  - 『キッドナップ・ツアー』で第22回路傍の石文学賞受賞
  - 『東京ゲスト・ハウス』で第13回三島由紀夫賞候補。
- 2003年 - 『空中庭園』で第128回直木三十五賞候補、第3回婦人公論文芸賞受賞。
- 2005年
  - 『対岸の彼女』で第132回直木三十五賞受賞、第2回本屋大賞候補[22]。
  - 「雨を渡る」で第31回川端康成文学賞候補。
- 2006年 - 「ロック母」で第32回川端康成文学賞受賞。
- 2007年 - 『八日目の蟬』で第2回中央公論文芸賞受賞。
- 2008年 - 『八日目の蟬』で第5回本屋大賞候補[23]。
- 2009年 - 『三月の招待状』で第16回島清恋愛文学賞候補。
- 2011年 - 『ツリーハウス』で第22回伊藤整文学賞受賞。
- 2012年
  - 『紙の月』で第25回柴田錬三郎賞受賞。
  - 『かなたの子』で第40回泉鏡花文学賞受賞。
- 2014年 - 『私のなかの彼女』で第2回河合隼雄物語賞受賞。
- 2021年 - 『源氏物語』訳で第72回読売文学賞（研究・翻訳賞）受賞。
- 2025年 - 『方舟を燃やす』で第59回吉川英治文学賞受賞。

## 文学賞選考委員歴
- R-18文学賞（第2回/2003年 - 第10回/2011年）
- 文藝賞（第41回/2004年 - 第44回/2007年、第47回/2010年 - 第50回/2013年）
- 野間文芸新人賞（第27回/2005年 - 第32回/2010年）
- 小説現代長編新人賞（第1回/2006年 - 第13回/2019年）
- 小説宝石新人賞（第1回/2007年 - 第3回/2009年）
- すばる文学賞（第31回/2007年 -第43回/2019年）
- 文學界新人賞（第106回/2008年 - 第119回/2014年）
- 山本周五郎賞（第25回/2012年 - 現職）
- 川端康成文学賞（第40回/2014年 - 現職）
- 松本清張賞（第23回/2016年 - 第26回/2019年）
- ちよだ文学賞（第11回/2016年 - 現職）
- 直木三十五賞（第162回/2020年 - 現職）

## 作品リスト

### ジュニア小説（彩河杏名義）
- 胸にほおばる、蛍草（1988年9月 コバルト文庫）
- 彼の地図 四年遅れのティーンエイジ・ブルース（1988年12月 コバルト文庫）
- 憂鬱の、おいしいいただき方（1989年4月 コバルト文庫）
- あなたの名をいく度も（1989年6月 コバルト文庫）
- 三日月背にして眠りたい（1989年9月 コバルト文庫）
- 満月のうえで踊ろう（1989年12月 コバルト文庫）
- メランコリー・ベイビー（1990年4月 コバルト文庫）

### 小説

#### 1990年代
- 幸福な遊戯（1991年9月 福武書店 / 2003年11月 角川文庫）
  - 収録作品：幸福な遊戯 / 無愁天使 / 銭湯
- ピンク・バス（1993年8月 福武書店 / 2004年6月 角川文庫）
  - 収録作品：ピンク・バス / 昨夜はたくさん夢を見た
- 学校の青空（1995年10月 河出書房新社 / 1999年5月 河出文庫 / 2018年2月 河出文庫【新装版】）
  - 収録作品：パーマネント・ピクニック / 放課後のフランケンシュタイン / 学校ごっこ / 夏の出口
- まどろむ夜のUFO（1996年1月 ベネッセコーポレーション / 1998年6月 幻冬舎文庫 / 2004年1月 講談社文庫）
  - 収録作品：まどろむ夜のUFO / もう一つの扉 / ギャングの夜
- ぼくはきみのおにいさん（1996年10月 河出書房新社）
- カップリング・ノー・チューニング（1997年9月 河出書房新社）
  - 【改題】ぼくとネモ号と彼女たち（2006年1月 河出文庫）
- 草の巣（1998年1月 講談社）
  - 【改題】夜かかる虹（2004年11月 講談社文庫）
    - 収録作品：草の巣 / 夜かかる虹
- みどりの月（1998年11月 集英社 / 2003年5月 集英社文庫）
  - 収録作品：みどりの月 / かかとのしたの空
- キッドナップ・ツアー（1998年11月 理論社 / 2003年6月 新潮文庫）
- 東京ゲスト・ハウス（1999年10月 河出書房新社 / 2005年10月 河出文庫）

#### 2000年代
- 地上八階の海（2000年1月 新潮社）
  - 【改題】真昼の花（2004年9月 新潮文庫）
    - 収録作品：真昼の花 / 地上八階の海
- 菊葉荘の幽霊たち（2000年4月 角川春樹事務所 / 2003年5月 ハルキ文庫）
- あしたはうんと遠くへいこう（2001年9月 マガジンハウス / 2005年2月 角川文庫）
- だれかのいとしいひと（2002年4月 白泉社 / 2004年5月 文春文庫）
  - 収録作品：転校生の会 / ジミ、ひまわり、夏のギャング / バーベキュー日和（夏でもなく、秋でもなく） / だれかのいとしいひと / 誕生日休暇 / 花畑 / 完璧なキス / 海と凧
- エコノミカル・パレス（2002年10月 講談社 / 2005年10月 講談社文庫）
- 空中庭園（2002年11月 文藝春秋 / 2005年7月 文春文庫）
  - 収録作品：ラブリー・ホーム / チョロQ / 空中庭園 / キルト / 鍵つきドア / 光の、闇の
- 愛がなんだ（2003年3月 メディアファクトリー / 2006年2月 角川文庫）
- 銀の鍵（2003年3月 平凡社）[注釈 1]
- All Small Things（2004年2月 講談社）
  - 【改題】ちいさな幸福（2007年1月 講談社文庫）
- トリップ（2004年2月 光文社 / 2007年2月 光文社文庫）
  - 収録作品：空の底 / トリップ / 橋の向こうの墓地 / ビジョン / きみの名は / 百合と探偵 / 秋のひまわり / カシミール工場 / 牛肉逃避行 / サイガイホテル
- 太陽と毒ぐも（2004年5月 マガジンハウス / 2007年6月 文春文庫）
  - 収録作品：サバイバル / 雨と爪 / お買いもの / 57577 / 昨日、今日、明日 / 100% / 共有過去 / 糧 / 二者択一 / 旅路 / 未来
- 庭の桜、隣の犬（2004年9月 講談社 / 2007年9月 講談社文庫）
- 対岸の彼女（2004年11月 文藝春秋 / 2006年4月 大活字文庫【1-3巻】 / 2007年10月 文春文庫）
  - 英文版『Woman on the Other Shore』（2007年4月 講談社インターナショナル） - 訳：ラマーズ・ウェイン
- 人生ベストテン（2005年3月 講談社 / 2008年3月 講談社文庫）
  - 収録作品：床下の日常 / 観光旅行 / 飛行機と水族館 / テラスでお茶を / 人生ベストテン / 貸し出しデート
- この本が、世界に存在することに（2005年5月 メディアファクトリー）
  - 【改題】さがしもの（2008年11月 新潮文庫）
    - 収録作品：旅する本 / だれか / 手紙 / 彼と私の本棚 / 不幸の種 / 引き出しの奥 / ミツザワ書店 / さがしもの / 初バレンタイン
- Presents（2005年11月 双葉社 / 2008年11月 双葉文庫）
  - 収録作品：名前 / ランドセル / 初キス / 鍋セット / うに煎餅 / 合い鍵 / ヴェール / 記憶 / 絵 / 料理 / ぬいぐるみ / 涙
- おやすみ、こわい夢を見ないように（2006年1月 新潮社 / 2008年6月 新潮文庫）
  - 収録作品：このバスはどこへ / スイート・チリソース / おやすみ、こわい夢を見ないように / うつくしい娘 / 空をまわる観覧車 / 晴れた日に犬を乗せて / 私たちの逃亡
- ドラママチ（2006年6月 文藝春秋 / 2009年6月 文春文庫） - 2007年にUSEN・ことのは出版よりオーディオブックも発売
  - 収録作品：コドモマチ / ヤルキマチ / ワタシマチ / ツウカマチ / ゴールマチ / ドラママチ / ワカレマチ / ショウカマチ
- 夜をゆく飛行機（2006年7月 中央公論新社 / 2009年5月 中公文庫）
- 彼女のこんだて帖（2006年9月 ベターホーム / 2011年9月 講談社文庫）
- 薄闇シルエット（2006年11月 角川書店 / 2009年6月 角川文庫）
  - 収録作品：ホームメイドケーキ / 月とハンカチ / 薄闇シルエット / ホームメイドケーキ、ふたたび / 記憶の絵本 / ウェディングケーキ / 空に星、窓に灯
- 八日目の蟬（2007年3月 中央公論新社 / 2011年1月 中公文庫）
- ロック母（2007年6月 講談社 / 2010年6月 講談社文庫）
  - 収録作品：ゆうべの神様 / 緑の鼠の糞 / 爆竹夜 / カノジョ / ロック母 / 父のボール / イリの結婚式
- 予定日はジミー・ペイジ（2007年9月 白水社 / 2010年8月 新潮文庫）
- 三面記事小説（2007年9月 文藝春秋 / 2010年9月 文春文庫）
  - 収録作品：愛の巣 / ゆうべの花火 / 彼方の城 / 永遠の花園 / 赤い筆箱 / 光の川
- マザコン（2007年11月 集英社 / 2010年11月 集英社文庫）
  - 収録作品：空を蹴る / 雨をわたる / 鳥を運ぶ / パセリと温泉 / マザコン / ふたり暮らし / クライ、ベイビイ、クライ / 初恋ツアー
- 福袋（2008年2月 河出書房新社 / 2010年12月 河出文庫）
  - 収録作品：箱おばさん / イギー・ポップを聴いていますか / 白っていうより銀 / フシギちゃん / 母の遺言 / カリソメ / 福袋
- 三月の招待状（2008年9月 集英社 / 2011年9月 集英社文庫）
  - 収録作品：三月の招待状 / 四月のパーティ / 六月のデート / 八月の倦怠 / 九月の告白 / 十月の憂鬱 / 十二月の焦燥 / 一月の失踪 / 二月の決断 / 三月の回想 / 四月の帰宅 / 五月の式典
- 森に眠る魚（2008年12月 双葉社 / 2011年11月 双葉文庫）
- くまちゃん（2009年3月 新潮社 / 2011年11月 新潮文庫）
  - 収録作品：くまちゃん / アイドル / 勝負恋愛 / こうもり / 浮き草 / 光の子 / 乙女相談室

#### 2010年代
- ひそやかな花園（2010年7月 毎日新聞社 / 2014年2月 講談社文庫）
- なくしたものたちの国（2010年9月 ホーム社 / 2013年8月 集英社文庫）
- ツリーハウス（2010年10月 文藝春秋 / 2013年4月 文春文庫）
- かなたの子（2011年12月 文藝春秋 / 2013年11月 文春文庫）
  - 収録作品：おみちゆき / 同窓会 / 闇の梯子 / 道理 / 前世 / わたしとわたしではない女 / かなたの子 / 巡る
- 曽根崎心中（2012年1月 リトルモア） - 原作：近松門左衛門
- 口紅のとき（2012年1月 求龍堂） - 写真・上田義彦
  - 収録作品：6歳 / 12歳 / 18歳 / 29歳 / 38歳 / 47歳 / 65歳 / 79歳
- 紙の月（2012年3月 角川春樹事務所 / 2014年9月 ハルキ文庫）
- それもまたちいさな光（2012年5月 文春文庫）
- 月と雷（2012年7月 中央公論新社 / 2015年5月 中公文庫）
- 空の拳（2012年10月 日本経済新聞出版社 / 2015年10月 文春文庫【上・下】）
- 私のなかの彼女（2013年11月 新潮社 / 2016年5月 新潮文庫）
- 平凡（2014年5月 新潮社 / 2019年8月 新潮文庫）
  - 収録作品：もうひとつ / 月が笑う / こともなし / いつかの一歩 / 平凡 / どこかべつのところで
- 笹の舟で海をわたる（2014年9月 毎日新聞社 / 2017年7月 新潮文庫）
- おまえじゃなきゃだめなんだ（2015年1月 文春文庫）
  - 収録作品：今日を刻む / さいごに咲く花 / 最後のキス / 幼い恋 / おまえじゃなきゃだめなんだ / それぞれのウィーン / すれ違う人 / マシェール二番館 / 芙蓉館 / 北原荘201号室 / スカイビル十四階 / 扉を開ける / 平岡荘101号室 / 紅座 / 共栄ハイツ305 / 橙の家 / 消えない光 / 時を磨く / あの日に還る / 世界に踏み出す / しずかな絢爛 / 下り坂上り坂 / あなたはあなたの道を / 彼女の「ほんもの」
- 坂の途中の家（2016年1月 朝日新聞出版 / 2018年12月 朝日文庫）
- 拳の先（2016年3月 文藝春秋 / 2018年10月 文春文庫） - 「風の拳」の続編
- 私はあなたの記憶のなかに（2018年2月 小学館）
  - 収録作品：父とガムと彼女 / 猫男 / 神さまのタクシー / 水曜日の恋人 / 空のクロール / おかえりなさい / 地上発、宇宙経由 / 私はあなたの記憶のなかに

#### 2020年代
- 銀の夜（2020年11月 光文社）
- タラント（2022年2月 中央公論新社）
- ゆうべの食卓（2023年2月 オレンジページ）
- 方舟を燃やす　(2024年2月 新潮社)

### 随筆・紀行文・現代語訳
- 愛してるなんていうわけないだろ（1991年12月 大和書房 / 2000年3月 中公文庫）
- これからはあるくのだ（2000年9月 理論社 / 2003年9月 文春文庫）
- 恋愛旅人（2001年4月 求龍堂）
  - 【改題】恋するように旅をして（2005年4月 講談社文庫）
- 今、何してる?（2003年5月 朝日新聞社 / 2005年3月 朝日文庫）
- あしたはドロミテを歩こう（2004年7月 岩波書店）
  - 【改題】あしたはアルプスを歩こう（2007年7月 講談社文庫）
- いつも旅のなか（2005年4月 アクセス・パブリッシング / 2008年5月 角川文庫）
- しあわせのねだん（2005年5月 晶文社 / 2009年3月 新潮文庫）
- 恋をしよう。夢をみよう。旅にでよう。（2006年2月 ソニー・マガジンズ / 2009年2月 角川文庫）
- 何も持たず存在するということ（2008年6月 幻戯書房）
- 水曜日の神さま（2009年7月 幻戯書房）
- 私たちには物語がある（2010年4月 小学館 / 2013年10月 小学館文庫）
- よなかの散歩（2011年4月 オレンジページ / 2014年3月 新潮文庫）
- 今日もごちそうさまでした（2011年9月 アスペクト / 2014年7月 新潮文庫）
- 幾千の夜、昨日の月（2011年12月 角川書店 / 2015年1月 角川文庫）
- まひるの散歩（2012年6月 オレンジページ / 2015年4月 新潮文庫）
- 世界中で迷子になって（2013年4月 小学館 / 2016年8月 小学館文庫）
- ポケットに物語を入れて（2014年6月 小学館 / 2017年4月 小学館文庫）
- 降り積もる光の粒（2014年8月 文藝春秋 / 2017年5月 文春文庫）
- 今日も一日きみを見てた（2015年1月 KADOKAWA / 2017年6月 角川文庫）
- 世界は終わりそうにない（2015年5月 中央公論新社 / 2018年1月 中公文庫）
- わたしの容れもの（2016年5月 幻冬舎 / 2018年4月 幻冬舎文庫）
- なんでわざわざ中年体育（2016年10月 文藝春秋 / 2019年10月 文春文庫）
- 月夜の散歩（2017年11月 オレンジページ / 2023年9月 新潮文庫）
- ボクシング日和（2018年5月 角川春樹事務所 / 2020年7月 ハルキ文庫）
- 大好きな町に用がある（2019年2月 スイッチパブリッシング / 2022年2月 角川文庫）
- いきたくないのに出かけていく（2019年6月 スイッチパブリッシング / 2022年3月　角川文庫）
- 希望という名のアナログ日記（2019年11月 小学館 / 2022年2月 小学館文庫）
- 源氏物語（2017-2020年 河出書房新社〈池澤夏樹=個人編集 日本文学全集 上中下〉/ 2023-2024年 河出文庫 全8巻）

### 共著・対談集
- だれかのことを強く思ってみたかった（2002年11月 実業之日本社 / 2005年11月 集英社文庫） - 佐内正史との共著
  - 収録作品：ファインダー / まわる季節 / プラットフォーム / 世界の終わり / 夜景 / 父と歩いた日 / おだやかな楽園 / 押し入れ / レッスン / 上等なカーテン / 東京 / スカイマンション403 / 光の柱に / ジュテーム / 金色の道
- 見なかった記憶（2002年11月 実業之日本社 / 2005年11月 集英社文庫）
- いとしさの王国へ―文学的少女漫画読本（2003年5月 中央公論新社） - 柴崎友香、三浦しをんらとの共著
- 西荻窪キネマ銀光座（2003年6月 実業之日本社 / 2014年1月 角川文庫） - 三好銀との共著
- 恋の魔法をかけられたら（2003年8月 角川春樹事務所 / 2005年5月 ハルキ文庫） - 唯川恵との対談集
- 古本道場（2005年4月 ポプラ社 / 2008年6月 ポプラ文庫） - 岡崎武志との共著
- 酔って言いたい夜もある（2005年9月 太田出版） - 魚喃キリコ、栗田有起、石田千、長島有里枝との対談集
- 12星座の恋物語（2006年10月 新潮社 / 2009年6月 新潮文庫） - 鏡リュウジとの共著
- 脳あるヒト心ある人（2008年9月 産経新聞出版） - 養老孟司との共著
- 林芙美子女のひとり旅（2010年11月 新潮社） - 橋本由起子との共著
- 異性（2012年4月 河出書房新社 / 2014年11月 河出文庫） - 穂村弘との共著
- 私的読食録（2015年10月 プレジデント社） - 堀江敏幸との共著
- もう一杯だけ飲んで帰ろう。（2017年11月 新潮社　/2023年11月　新潮文庫） - 河野丈洋との共著
- ボスニア・ヘルツェゴヴィナを知るための60章（2019年6月 明石書店） - 柴宜弘、山崎信一編集。角田は「命がけで笑い、笑いがたましいを救う」を執筆。

### アンソロジー・リレー小説
「」内が角田光代の作品

#### 小説を収録
- いじめの時間（1997年4月 朝日新聞社 / 2005年3月 新潮文庫）「空のクロール」
- LOVE SONGS（1997年12月 幻冬舎 / 1999年4月 幻冬舎文庫）「エンジェル」
- 短篇ベストコレクション 現代の小説2001（2001年5月 徳間文庫）「トリップ」
- 文学2003（2003年4月 講談社）「カノジョ」
- 短篇ベストコレクション 現代の小説2003（2003年6月 徳間文庫）「秋のひまわり」
- ナナイロノコイ（2003年8月 角川春樹事務所 / 2006年5月 ハルキ文庫）「私たちのこと」
- Love Stories（2004年1月 水曜社）「猫男」
- 短篇ベストコレクション 現代の小説2004（2004年6月 徳間文庫）「サイガイホテル」
- Teen Age（2004年11月 双葉社 / 2007年11月 双葉文庫）「神さまのタクシー」
- コイノカオリ（2004年12月 角川書店 / 2008年2月 角川文庫）「水曜日の恋人」
- 文学2005（2005年5月 講談社）「空を蹴る」
- あなたと、どこかへ。 eight short stories（2005年5月 文藝春秋 / 2008年5月 文春文庫）「時速四十キロで未来へ向かう」
- めぐり逢い 恋愛小説アンソロジー（2005年7月 ハルキ文庫）「昨日、今日、明日」
- クリスマス・ストーリーズ（2005年12月 角川書店）「クラスメイト」
  - 【改題】聖なる夜に君は（2009年11月 角川文庫）
- 最後の恋（2005年12月 新潮社）「おかえりなさい」
  - 【改題】最後の恋 つまり、自分史上最高の恋。（2008年12月 新潮文庫）
- Sweet Blue Age（2006年2月 角川書店）「あの八月の」
- 私らしくあの場所へ（2006年3月 講談社 / 2009年5月 講談社文庫）「ふたり」
- vintage '06（2006年6月 講談社）「トカイ行き」
- 作家の手紙（2007年2月 角川書店 / 2010年11月 角川文庫）「親しくしていただいている（と自分が思っている）編集者に宛てた、借金申し込みの手紙」
- 14歳の本棚 部活学園編 青春小説傑作選（2007年3月 新潮文庫）「空のクロール」
- 文学2007（2007年5月 講談社）「マザコン」
- オトナの片思い（2007年8月 角川春樹事務所 / 2009年5月 ハルキ文庫）「わか葉の恋」
- JOY!（2008年4月 講談社）「楽園」 - 江國香織、井上荒野らとのリレー小説
  - 【改題】彼の女たち（2012年4月 講談社文庫）
- 恋のトビラ（2008年5月 集英社）「卒業旅行」
  - 【改題】恋のトビラ 好き、やっぱり好き。（2010年5月 集英社文庫）
- こどものころにみた夢（2008年6月 講談社）「男」 - 絵・網中いづる
- きみが見つける物語 十代のための新名作 休日編（2008年7月 角川文庫）「夏の出口」
- あなたに、大切な香りの記憶はありますか?（2008年10月 文藝春秋 / 2011年10月 文春文庫）「父とガムと彼女」
- ナイン・ストーリーズ・オブ・ゲンジ（2008年10月 新潮社）「若紫」
  - 【改題】源氏物語 九つの変奏（2011年4月 新潮文庫）
- 短篇ベストコレクション 現代の小説2009（2009年6月 徳間文庫）「同窓会」
- 女ともだち（2010年3月 小学館 / 2013年3月 小学館文庫）「海まであとどのくらい?」
- チーズと塩と豆と（2010年10月 ホーム社 / 2013年10月 集英社文庫）「神様の庭」
- 短篇ベストコレクション 現代の小説2011（2011年6月 徳間文庫）「こともなし」
- それでも三月は、また（2012年2月 講談社）「ピース」
- 短篇ベストコレクション 現代の小説2012（2012年6月 徳間文庫）「わたしとわたしではない女」
- みんなの山田うどん（2014年3月 河出書房新社）「おまえじゃなきゃだめなんだ」 - 山田うどんファンのムック本
- 教えたくなる名短篇（2014年6月 筑摩書房）「親しくしていただいている（と自分が思っている）編集者に宛てた、借金申し込みの手紙」
- 文学2015（2015年4月 講談社）「神さまに会いにいく」
- 日本文学100年の名作 第10巻2004-2013 バタフライ和文タイプ事務所（2015年6月 新潮文庫）「くまちゃん」
- 100万分の1回のねこ（2015年7月 講談社 / 2018年12月 講談社文庫）「おかあさんのところにやってきた猫」
- 短編伝説 旅路はるか（2017年12月 集英社文庫）「ギャングの夜」

#### エッセイを収録
- あの日、「ライ麦畑」に出会った（2003年9月 広済堂出版）「ホールデンと私」
- 死ぬまでにしたい10のこと（2003年10月 ヴィレッジブックス文庫）「角田光代さんの死ぬまでにしたい10のこと」
- たのしい中央線（2005年4月 太田出版）「31日間［中央線］ランチ写真日記」
- 日本の作家60人 太鼓判!のお取り寄せ（2011年6月 講談社）「特撰サーロインステーキ」
- 作家の放課後（2012年2月 新潮文庫）「そなえよつねに。」
- 泥酔懺悔（2012年11月 筑摩書房）「損だけど」
- アンソロジー お弁当。（2013年9月 PARCO出版）「弁当熱」
- ぷくぷく、お肉（2014年2月 河出書房新社）「ありが豚」
- 作家の履歴書 21人の人気作家が語るプロになるための方法（2014年2月 KADOKAWA / 2016年4月 角川文庫）
- 直木賞受賞エッセイ集成（2014年4月 文藝春秋）「書くこと、旅すること」
- ベスト・エッセイ2014（2014年6月 光村図書出版）「ネガティブ・ランニング」
- ずるずる、ラーメン（2014年6月 河出書房新社）「はっこいラーメン」
- アンソロジー ビール（2014年7月 PARCO出版）「気がつけば枝豆」
- ぱっちり、朝ごはん（2015年4月 河出書房新社）「朝食バイキング」
- ベスト・エッセイ2015（2015年6月 光村図書出版）「そこに困っている人がいれば」
- 猫は迷探偵（2015年11月 竹書房文庫）「猫は語る」
- こんがり、パン（2016年5月 河出書房新社）「逃避パン」
- ベスト・エッセイ2016（2016年6月 光村図書出版）「つらいのに」
- ベスト・エッセイ2018（2018年6月 光村図書出版）「真に出会うと」

### 翻訳

#### 絵本・インクヴァンパイアシリーズ
文・エリック・サンヴォワザン / 絵・マルタン・マッジェ
- ぼく見ちゃったんだ!（2004年8月 ソニーマガジンズ）
- ひとりぼっちはつまらない（2004年9月 ソニーマガジンズ）
- ぼくらの住みかがなくなっちゃう（2004年10月 ソニーマガジンズ）
- ぼく、飲みこまれちゃった（2004年11月 ソニーマガジンズ）

#### 絵本・その他
- ヤコブと七人の悪党（2004年10月 ホーム社） - 作・マドンナ、画・スピリン・ガナディ
- ここってインドかな?（2005年12月 アートン） - 作・アヌシュカ・ラビシャンカール、画・アニータ・ロイトヴィラー
- もしも暗闇がこわかったら夜空に星をくわえましょう（2006年11月 ほるぷ出版） - 作・エデンズ・クーパー
- もしも空が落ちてきたら朝食に雲をいただきましょう（2006年11月 ほるぷ出版） - 作・エデンズ・クーパー
- だいすき。（2007年2月 学習研究社） - 作・ダーハン・アンドレ
- エイミーとルイス（2011年4月 岩崎書店） - 作・リビー・グリーソン
- ねずみのへやもありません（2011年7月 岩崎書店） - 作・カイル・ミューバーン

#### ノンフィクション
- ぼくたちは戦場で育った サラエボ1992-1995（2015年10月 集英社インターナショナル） - ヤスミンコ・ハリロビッチ編[24]

### 単行本・アンソロジー未収録作品
- 『野性時代』
  - 彼方の青空（1994年6月号）
  - 水の上の楽園（1995年1月号）
  - 世界の果ての先（2005年7月号）
- 『小説新潮』
  - ラブホ（2000年4月号）
  - MGデート（2001年1月号）
- 『月刊ジェイ・ノベル』
  - 水のなかのシェルター（2004年6月号 - 2004年8月号）
  - 草に眠る月（2004年11月号 - 2005年1月号）
- 神奈川新聞
  - ゆとり欄「木もれ日」 - 岡田利規、藤沢周らとリレー連載
- プラチナ・ジュエリー
  - 消えない光（2006年7月よりweb上で連載） - タイアップ小説

## 実写化された作品

### テレビドラマ
- 出会いのストーリー（フジテレビ系、全4話、朗読：室井滋）

1. 過去（2002年2月5日）
2. 仮定（2002年2月12日）
3. 予知（2002年2月19日）
4. 静かな再開（2002年2月26日）

- 一番大切なデート my precious date（2004年8月9日 - 12日、全4話、TBS系、主演：永作博美、原作：All Small Things）
- 対岸の彼女（2006年1月15日、WOWOW「ドラマW」枠、主演：夏川結衣）
- 八日目の蝉（2010年3月30日 - 5月4日、全6話、NHK総合「ドラマ10」枠、主演：檀れい）
- たべものがたり〜彼女のこんだて帖〜（2012年8月21日、NHK BSプレミアム、案内人：片瀬那奈、原作：泣きたい夜はラム『彼女のこんだて帖』所収）[注釈 2]
- たべものがたり〜彼女のこんだて帖〜（2013年2月10日- 6月16日、全14回、NHK BSプレミアム、案内人：片瀬那奈）[注釈 2]
- かなたの子（2013年12月1日 - 22日、全4話、WOWOW「連続ドラマW」枠、主演：坂井真紀）
- 紙の月（2014年1月7日-2月4日、全5話、NHK総合「ドラマ10」枠、主演：原田知世）
- 三面記事の女たち -愛の巣-（2015年2月20日、フジテレビ系「赤と黒のゲキジョー」枠、主演：田中麗奈、原作：愛の巣『三面記事小説』所収）
- 女性作家ミステリーズ 美しき三つの嘘 第3話「平凡」（2016年1月4日、フジテレビ系、主演：鈴木京香）
- キッドナップ・ツアー（2016年8月2日、NHK総合「夏休みドラマ」、主演：妻夫木聡）
- 坂の途中の家（2019年4月27日 - 6月1日、全6話、WOWOW「連続ドラマW」枠、主演：柴咲コウ）
- 紙の月（2023年4月10日 -、ENA、主演：キム・ソヒョン）

### 映画
- 空中庭園（2005年10月8日公開、配給：アスミック・エース、監督：豊田利晃、主演：小泉今日子）
- 真昼の花（2005年10月8日公開、配給：KAERU CAFE、監督：秋原正俊、主演：森下千里）
- Presents〜合い鍵〜（2006年12月9日公開、配給：アットムービー、監督：日向朝子、主演：広末涼子）
- Presents〜うに煎餅〜（2007年3月10日公開、配給：アットムービー、監督：石井貴英、主演：戸田恵梨香）
- 八日目の蟬（2011年4月29日公開、配給：松竹、監督：成島出、主演：井上真央）
- 紙の月（2014年11月15日公開、配給：松竹、監督：吉田大八、主演：宮沢りえ）
- 月と雷（2017年10月7日公開、配給：スールキートス、監督：安藤尋、主演：初音映莉子・高良健吾）
- 愛がなんだ（2019年4月19日公開、配給：エレファントハウス、監督：今泉力哉、主演：岸井ゆきの）

### ラジオドラマ
- それもまたちいさな光（2011年12月23日-24日、前後編、TBSラジオ「開局60周年記念番組」として放送、出演：石田ひかり、河相我聞 他）
- おまえじゃなきゃだめなんだ（2014年5月18日、TBSラジオ「山田うどんプレゼンツ特別番組」として放送、出演：鈴木砂羽、河相我聞、カンニング竹山 他）[25]

### テレビアニメ
- 大人女子のアニメタイム「人生ベストテン」（2013年3月17日、NHK総合、声の主演：中谷美紀、神谷浩史）

## メディア出演

### テレビ
- 情熱大陸（2005年3月20日、毎日放送）
- プレミアム10（2007年7月20日、NHK総合） - イタリアアルプス・ドロミテの岩山や滝つぼを巡る[26]。
- 知る楽 水曜日 こだわり人物伝「女（わたし）が愛した作家 太宰治」（2009年10月、NHK教育） - 太宰治について語る。
- スタジオパークからこんにちは（2010年4月27日、NHK総合） - ゲスト
- ボクらの時代（2010年11月14日、フジテレビ） 渡辺満里奈×河瀬直美×角田光代
- 遠くへ行きたい（2007年・2010年・2014年、読売テレビ）
  - 第1863回 2007年7月15日 山形県　「出羽路　山と暮らす」
  - 第2036回 2010年12月12日 岩手県 「百年後の遠野物語」
  - 第2189回 2014年１月20日 青森県　「じゃわめぐ津軽」
- 宮崎美子のすずらん本屋堂（2012年5月29日、BSイレブン） - ゲスト。「八日目の蟬」「異性」「まひるの散歩」について対談。
- サラメシ（2012年7月9日　NHK総合） 自身での弁当作り
- 日曜美術館「胸騒ぎの風景　ヴァロットンｘ角田光代」（2014年7月27日、8月3日　NHK　Eテレ） - 19世紀フランス・ナビ派の画家フェリックス・ヴァロットン特集。
- オイコノミア 「時間がない！人のための経済学」（2015年6月15日、NHK Eテレ）[27]
- ネコメンタリー 猫も、杓子（しゃくし）も。「角田光代とトト」（2017年3月30日、NHK Eテレ） 朗読：戸田恵梨香

### ラジオ
- 爆笑問題の日曜サンデー（2008年5月25日・2010年11月28日、TBSラジオ）

### 映画
- 40歳問題（2008年12月20日公開、配給：ジョリー・ロジャー、監督：中江裕司、主演：浜崎貴司）